# Dieudonné Saive
Dieudonné Joseph Saive (spreek uit als: DJEU-donnee ZJOzev SÊv; IPA: [djødɔne ʒɔzɛf sɛːv], Wandre, 23 mei 1888 – aldaar, 12 oktober 1970:p38) was een Belgisch vuurwapenontwerper. Hij ontwierp verschillende bekende vuurwapens voor de Belgische wapenfabrikant Fabrique Nationale de Herstal (FN), waaronder hun Model 1949 en de FAL. Hij verbeterde ook verschillende ontwerpen van John Browning, waaronder diens ‘1905 vestzakpistool’ of ‘Baby Browning’. Uit Brownings 16-schots 9 mm ‘Grand Rendement’ (GR) pistool (waaraan Saive ook bijgedragen had) ontwikkelde Saive na Brownings dood de Browning Hi-Power.

## Carrière tot 1940

Dubbekolommagazijn

Kort na zijn afstuderen ging Saive in 1906 als ontwerper aan het werk bij Fabrique Nationale de Herstal. Tijdens de Eerste Wereldoorlog vluchtte hij na de Duitse inval naar Engeland, waar hij bij Vickers werkte als machinebankwerker.
Op 9 mei 1921 publiceerde het Franse leger een verzoek voor een groot en krachtig semiautomatisch pistool, met een kaliber van ongeveer 9 mm, een loop van ongeveer 20 cm lang en een magazijncapaciteit van ten minste 15 patronen. Het wapen mocht niet meer dan één kilogram wegen en moest zijn voorzien van een verstelbaar vizier met schaalverdeling, voor een maximaal bereik van 600 meter. Het wapen moest ook kunnen worden voorzien van een aanzetkolf.:p13 John Browning, op dat moment de hoofdontwerper van FN, ging aanvankelijk niet op het Franse verzoek in omdat hij vond dat toenmalige standaard magazijnen die zeven of acht patronen bevatten voldoende waren.:pp. 3-4
Saive was op dat moment assistent van Browning bij FN, en hij ontwikkelde een ‘dubbelkolom’-magazijn met een dubbele rij patronen waardoor er meer patronen in pasten. Hij testte zijn ontwerp met een aangepaste FN Browning 1903. Nadat Browning deze magazijnen gezien had ontwierp hij twee 9 mm-pistolen, gebaseerd op zijn Model 1911, één met afsluitervergrendeling en één zonder, en beide met een dubbelkolommagazijn voor 16 patronen. Browning en Colt's Patent Fire Arms Manufacturing Co. vroegen op 28 juni 1923 een Amerikaans octrooi aan voor de versie mét afsluitervergrendeling. Het octrooi werd verleend op 22 februari 1927, vier maanden nadat John Browning aan een hartaanval overleed in het kantoor van zijn zoon Val Browning, die zijn vertegenwoordiger was bij FN. Colt concentreerde zich volledig op de productie van zijn succesvolle Model 1911, daarom bood Val Browning het ontwerp van de nieuwe 9 mm aan FN aan. FN bracht het ontwerp, enigszins aangepast, op de markt als de FN Browning Grand Rendement (GR).:pp. 3-4 Na het verlopen van de patenten op het Model 1911, verbeterde Saive de GR tot FN Browning Model 1928.

In 1924 en 1925 tekende Joegoslavië contracten met FN voor het in licentie produceren van FN Model M24 grendelgeweren. Voor de productie van de geweren werd in Kragujevac een nieuwe fabriek gebouwd. In 1928 reisde Saive naar Kragujevac om de productie voor te bereiden. De productie begon op 15 oktober 1928, op de dag af 75 jaar nadat in het Knežev Arsenal van Kragujevac het eerste kanon gegoten werd.

In 1929 keerde Saive terug naar België, waar hij toezicht hield op de fabricage van de commerciële versie van de Browning Automatic Rifle op gasdruk. In 1930 werd Saive benoemd tot hoofdontwerper (Chef de Service) van FN. Hij verbeterde in 1932 het mechanisme van de Browning M1919 M2 AN .30 vliegtuigmitrailleur, waardoor de vuursnelheid werd verhoogd tot 1.200 schoten per minuut. In 1938 bracht hij meer verbeteringen aan de M2 aan, waardoor de vuursnelheid verder werd verhoogd tot 1.500 schoten per minuut.

### FN Browning Hi-Power

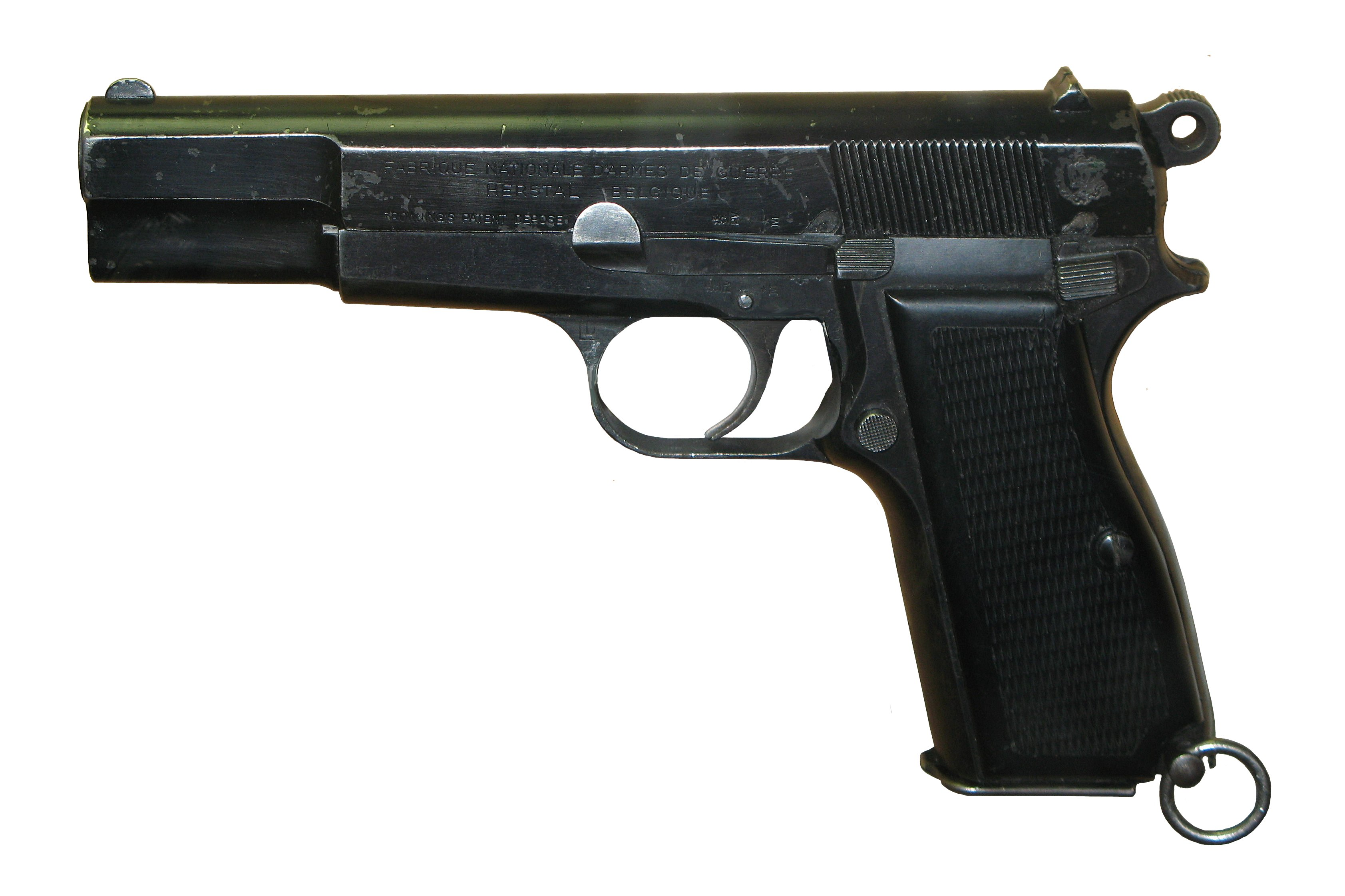
FN Browning Hi-Power

Na 1928 bleef Saive de Grand Rendement verbeteren, wat in 1933 leidde tot een bestelling door het Belgische Ministerie van Landsverdediging van 1000 exemplaren van de nieuwste versie van het wapen. Deze versie werd in het Frans Grande Puissance en in het Engels "Hi-Power" genoemd. De order werd in 1935 geleverd, waardoor dit wapen ook bekendstaat als "FN Browning Model 1935".:pp. 5–7 De Hi-Power was het eerste 9 mm-pistool met een dubbelkolommagazijn. Daardoor kon het wapen zonder een al te dikke of lange handgreep in totaal veertien patronen bevatten (13 in het magazijn en één in de kamer).
Uiteindelijk besloten de Fransen om de Hi-Power niet voor hun strijdkrachten aan te schaffen, maar kozen in plaats daarvan het Franse 7,65 mm-pistool SACM 1935a, waarin veel kenmerken van diverse Browningmodellen overgenomen waren.:p43 Desondanks werd de Hi-Power een verkoopsucces met meer dan 56.000 geproduceerde exemplaren tot mei 1940, voornamelijk voor het Belgische leger. Het werd in de Tweede Wereldoorlog op grote schaal gebruikt door veel landen, waaronder de Britse Gemenebest en Chinese strijdkrachten. Meer dan 319.000:p81 pistolen werden gebruikt door Duitse troepen, onder de naam Pistole 640(b). Deze werden gemaakt in de FN-fabrieken in Luik die op 12 mei 1940 door de Duitsers ingenomen waren.:pp. 5–7

## Tweede Wereldoorlog
Saive vluchtte met vier andere FN-werknemers (directeur Gustave Joassart, onderdirecteur René Laloux, J. Vogels en E. Dufrasne) uit het bezette België, en kwam via Frankrijk, Spanje en Portugal in 1941 aan in Groot-Brittannië. Vanuit Londen behartigden zij tijdens de Tweede Wereldoorlog de belangen van FN.:p83
Saive ging bij de Royal Small Arms Factory, Enfield Design Department in de Drill Hall in Cheshunt, Engeland verder met het ontwerp van zijn nieuwe semiautomatische gasdrukgeweer waaraan hij sinds 1936 werkte. Daarnaast maakte Saive met behulp van verschillende door de Britten beschikbaar gestelde vooroorlogse FN-pistolen door ‘reverse-engineering’ nieuwe productietekeningen van de Hi-Power om deze voor de geallieerden te laten produceren (de originele ontwerpen waren in bezet België achtergebleven).:p83:pp. 18–22
In april 1943 vroegen de Chinezen om 180.000 Hi-Power-pistolen voor gebruik in hun strijd tegen de Japanners. Deze wapens moesten geleverd worden met afneembare houten ‘kolfholsters’, zoals de in China veelgebruikte Mauser C96 ook had. De wapens werden besteld bij de Canadese firma John Inglis and Company.
Saive, Laloux, Vogels en Dufrasne hielpen Inglis in Canada met het ontwerp en het opstarten van de productie.

## Geweerontwerpen
Dieudonné Saive is vooral bekend van zijn ontwerpen voor op gasdruk werkende semiautomatische geweren.
In het begin van de jaren ‘30 ontwierp Saive een aantal experimentele semiautomatische geweren die werkten met massavergrendeling.
Hoewel ze weinig succesvol waren, vormden deze de basis voor een op gasdruk werkend semiautomatisch geweer, dat hij in 1936 patenteerde en waarvoor hij in 1937 een prototype maakte. Kenmerken van dit prototype kwamen later terug in de FN-49. Het nieuwe geweer van FN was begin 1939 nog in ontwikkeling en een versie met een magazijn voor 5 patronen stond op het punt op de markt te komen. Toen Duitse legers Polen binnenvielen, werden de plannen uitgesteld om de productie van grendelgeweren en machinegeweren op te voeren.
Door de Duitse aanval op België in 1940 en de daarop volgende bezetting stopte de ontwikkeling van het nieuwe model.
Nadat Saive uit bezet gebied ontsnapt was, ging hij bij de Royal Small Arms Factory werken aan het Hi-Power-pistool, en werkte verder aan het ontwerp van zijn experimentele geweer, nu in het kaliber 7,92 mm. Enfield produceerde hiervan 50 prototypes met kaliber 7,92 mm in 1943 die bekendstonden als EXP-1 of SLEM-1 (Self-Loading Experimental Model-1"). Na de oorlog ontwikkelde Saive het ontwerp verder tot het FN Model 1949.

### FN Model 1949

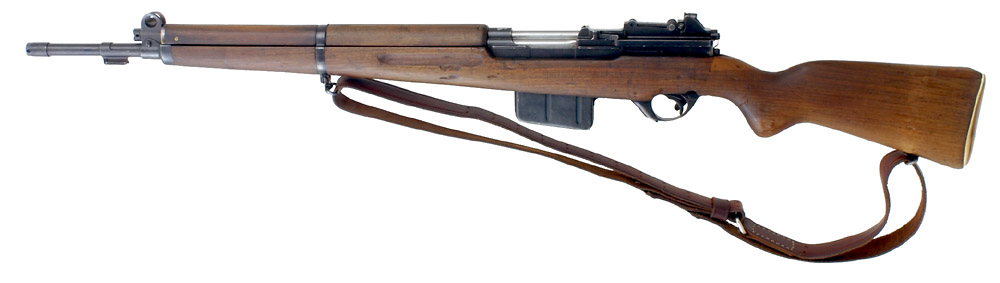
FN Model 1949

Saive’s Model 1949 (ook bekend als de FN-49 of SAFN) is een semiautomatisch geweer. De FN-49 werd onder andere gebruikt door de strijdkrachten van Argentinië, België, Brazilië, Colombia, Egypte, Indonesië, Luxemburg en Venezuela. Voor België werd ook een volautomatische versie geproduceerd. Deze was voorzien van een vuurregelaar zodat hij óf volautomatisch óf semiautomatisch kon worden afgevuurd. Deze versie stond bekend als de AFN.  De FN-49 werd geleverd in verschillende kalibers: .30 (België, Luxemburg, Indonesië, Belgisch-Congo, Colombia), 8 mm (Egypte), 7 mm (Venezuela) en 7,65 mm (Argentinië). De Argentijnse wapens werden later omgebouwd voor 7,62 mm NAVO munitie. In diverse landen werd de FN-49 voorzien van een telescoopvizier en ook gebruikt als scherpschuttersgeweer.

### FN FAL

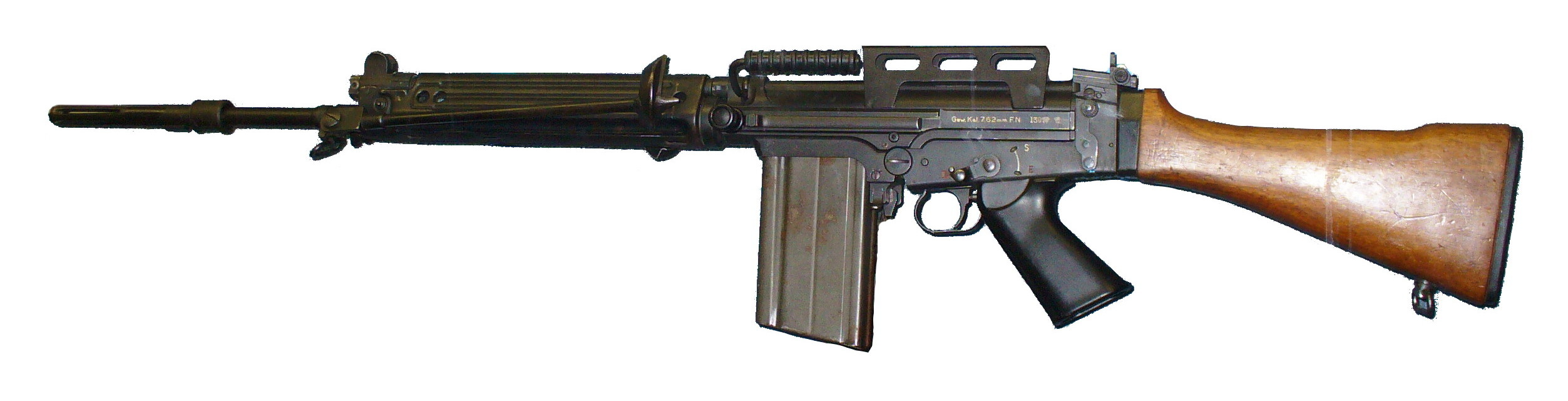
FN FAL

Van 1947 tot 1953 ontwikkelde Saive uit de FN-49 het zeer succesvolle FN FAL semiautomatische geweer. Er werd ook een versie geleverd waarmee volautomatisch gevuurd kon worden. Deze werd FALO (Fusil Automatique LOurd (zwaar automatisch geweer)) genoemd en had een zwaardere loop en was voorzien van voorsteunen.
De FAL werd een commercieel succes en behoorde met de M16 en de AK-47 tot de bekendste en meest verkochte wapens ter wereld. In de jaren ‘80 werd het door meer dan 90 landen wereldwijd gebruikt.

## Later leven
Na de oorlog werd Saive hoofd van de ontwerpafdeling van FN (chef du bureau d’études). Hij ging in november 1954 met pensioen, nadat hij het Kruis van Officier in de Leopoldsorde had ontvangen.
Dieudonné Saive overleed in 1970 op tweeëntachtigjarige leeftijd.:p54 Hij is begraven op de begraafplaats van Wandre-Rabosée.

## Ontwerpen
- Dubbelkolommagazijn (1921)
- FN Browning Hi-Power-pistool (1921-1935)
- FN Model 1949 geweer (1936-1947)
- FN FAL geweer (1947-1953)